# Конденсаторный двигатель
Конденсаторные двигатели — разновидность однофазных синхронных (пример - микродвигатели серии ДСК), гистерезисных и асинхронных двигателей, последовательно с некоторыми обмотками которого включены конденсаторы для создания сдвига фазы тока. Такие двигатели включаются в однофазную сеть. По количеству фаз статора делятся на двухфазные и трёхфазные.
Существует разные схемы подключения, различающиеся количеством конденсаторов, способом соединения обмоток двигателя, возможностью регулировки скорости вращения и составом дополнительных элементов. Минимальная работоспособная схема содержит один конденсатор, от чего и происходит название.

## Устройство

### Промышленные конденсаторные двигатели
Промышленные конденсаторные двигатели представляют собой двухфазный асинхронный двигатель, обе обмотки статора которого смещены на 90° относительно друг друга. В наиболее простом случае на одну из обмоток подаётся напряжение сети напрямую, другая подключается к сети через электрический конденсатор, который сдвигает фазу подводимого тока почти на +90°. Ёмкость конденсатора подбирается так, чтобы при частоте вращения двигателя, близкой к оптимальной для его работы, ток в обеих обмотках был смещён на 90°, в этом случае в статоре образуется вращающееся магнитное поле, аналогичное таковому в трёхфазном двигателе. В связи с тем, что полное сопротивление обмотки зависит от частоты вращения ротора, а полное сопротивление конденсатора нет, при изменении частоты вращения разность фаз тока в обеих обмотках перестаёт быть равной 90°, магнитное поле становится эллиптическим, в связи с чем возрастает потребляемый двигателем ток и падает вращающий момент.
Величина ёмкости конденсатора подбирается таким образом, чтобы вращающееся магнитное поле было наиболее близким к круговому при рабочей частоте вращения. В связи с этим, у конденсаторного двигателя наблюдается снижение крутящего момента при пуске. Если приводимый механизм обладает высокой инерцией, снижение пускового момента может быть критичным. Чтобы повысить крутящий момент, ёмкость конденсатора следует увеличить. Для этого применяется цепь из двух конденсаторов: рабочего, подключённого к двигателю постоянно и пускового, подключаемого параллельно рабочему только в момент пуска. После разгона двигателя до рабочей скорости пусковой конденсатор отключается центробежным выключателем, кнопкой пуска или пусковым реле.
В некоторых применениях рабочий конденсатор может отсутствовать, в этом случае при запуске двигатель работает как конденсаторный, а в рабочем режиме работает от пульсирующего магнитного поля, создаваемого подключённой непосредственно в сеть обмоткой.
Кроме того, чтобы результирующее вращающееся магнитное поле не было эллиптическим, в некоторых случаях последовательно с конденсатором включается переменный проволочный резистор, с помощью которого добиваются кругового вращающегося магнитного поля. Недостатком такого метода является рассеивание мощности на балластном резисторе.
У промышленных конденсаторных двигателей величина требуемой ёмкости рабочего конденсатора указывается на шильдике двигателя или собранного на его основе изделия.

### Подключение трёхфазных двигателей в однофазную сеть
Кроме двухфазных двигателей, в качестве конденсаторного можно также использовать промышленные трёхфазные двигатели. Трёхфазные двигатели переделываются под однофазную сеть обычно в частном порядке или при мелкосерийном производстве, в связи с массовостью таких типов двигателей и сетей, выбирая при этом между сложностью схемы и недоиспользованием мощности двигателя.
В этом случае, первый вывод обмотки электродвигателя подключается к фазному проводу, второй вывод — к нейтральному проводу. Третий вывод обмотки подключается через конденсатор, ёмкость которого подбирается по формулам, в зависимости от того, как соединены обмотки двигателя — звездой или треугольником.
Если обмотки соединены звездой, тогда ёмкость «рабочего» конденсатора должна быть:
{\displaystyle C_{WORK/STAR}=2800{\frac {I}{U}}}.
Если обмотки соединены треугольником, тогда ёмкость «рабочего» конденсатора должна быть:
{\displaystyle C_{WORK/TRIANGLE}=4800{\frac {I}{U}}}, где
{\displaystyle U} — напряжение сети, вольт;
{\displaystyle I} — рабочий ток двигателя, ампер;
{\displaystyle C} — электрическая ёмкость, микрофарад.
При пуске двигателя кнопкой подключается пусковой конденсатор {\displaystyle C_{LAUNCH}}, ёмкость которого должна быть в два раза больше ёмкости рабочего. Как только двигатель наберёт нужные обороты, кнопку «Пуск» отпускают.
Переключатель {\displaystyle B_{2}} позволяет изменять направление вращения электродвигателя. Выключатель {\displaystyle B_{1}} отключает электродвигатель.
Используя паспортные данные электродвигателя, можно определить его рабочий ток {\displaystyle I} по формуле:
{\displaystyle I={\frac {P}{1{,}73~U~\eta ~\cos \varphi }}}, где
{\displaystyle P} — электрическая мощность двигателя, Ватт;
{\displaystyle U} — напряжение сети, вольт;
{\displaystyle \eta } — коэффициент полезного действия;
{\displaystyle \cos \varphi } — коэффициент мощности.

## Преимущества
Конденсаторный двигатель является одним из наиболее простых и эффективных способов подключения асинхронных электродвигателей к бытовой однофазной сети. Он обладает значительно большим КПД по сравнению с двигателем с экранированными полюсами и заметно дешевле, чем трёхфазный двигатель с частотным преобразователем, который можно использовать для преобразования однофазного напряжения в трёхфазное.
К преимуществам таких двигателей следует отнести низкий уровень шума и высокий ресурс работы, что обусловлено отсутствием подверженных износу и создающих много шума коллектора и щёток, специфичных для коллекторных двигателей.

## Недостатки
Главный недостаток конденсаторного двигателя относительно трёхфазного состоит в том, что ёмкость конденсатора подобрана для случая оптимальной частоты вращения двигателя. В случае, если частота вращения ниже оптимальной, что возникает при пуске или большой механической нагрузке, противо-ЭДС в обмотке, подключённой через конденсатор, отклоняется от идеального значения, что разбалансирует всю схему и приводит к появлению эллиптического магнитного поля с сильным падением мощности. Для повышения пускового момента схема подключения двигателя усложняется пусковым конденсатором, а также устройством для его коммутации. Поэтому во всех случаях, когда к агрегату можно подвести трёхфазное напряжение, следует отдать предпочтение трёхфазному электродвигателю.
Главными недостатками относительно коллекторного электродвигателя являются сложность регулировки крутящего момента и большие габариты двигателя. В связи с этим конденсаторные двигатели не применяются в переносной бытовой технике и ручном электроинструменте.
Кроме того, конденсаторный двигатель, как и любой асинхронный двигатель, предъявляет довольно высокие требования к качеству синусоиды и частоте питающего напряжения. Потому устройства, содержащие такие двигатели, нельзя подключать к дешёвому «компьютерному» ИБП — в режиме работы от батарей на выходе такого ИБП не синусоида, а меандр, иногда с частотой существенно выше 50 Гц. Для питания конденсаторных двигателей следует использовать ИБП двойного преобразования, синтезирующий синусоиду с долей высоких гармоник менее 1/20.
Так же следует отметить, что промышленный конденсаторный двигатель неэффективно работает совместно с частотным преобразователем. При внедрении частотно-управляемого привода такой двигатель следует заменить на трёхфазный.

## Применение
Конденсаторные асинхронные электродвигатели широко используются в технике, подключаемой к однофазной электрической сети через стандартную розетку, в особенности, предназначенной для домашнего использования, в которой требуется высокий ресурс работы. Они используются устройствах, где требуется перекачка среды: в активаторных стиральных машинах, вентиляторах, воздушных компрессорах, в компрессорах оконных кондиционеров и сплит-систем, в циркуляционных и повысительных насосах систем водоснабжения и отопления, в частности в насосах газовых и других отопительных котлов систем автономного отопления, в погружных насосах для скважин и колодцев, а также во многих других видах техники, содержащей вентиляторы или насосы. Также асинхронные двигатели широко используются в небольших станках, подключаемых к розетке, например, настольных гриндерах, маломощных сверлильных станках. Кроме того, конденсаторные асинхронные электродвигатели используют в механизмах катушечных и стационарных кассетных магнитофонов, недорогих проигрывателях виниловых дисков, где требуется равномерное вращение и низкий уровень шума.
Промышленные конденсаторные двигатели и содержащие их устройства выпускаются мощностью до 3500 Вт — предельной мощности, которую может иметь устройство, подключаемое к стандартной бытовой однофазной розетке. Если механизм имеет большую мощность, электропитание к нему подводится отдельно, и в этом случае целесообразнее применить трёхфазный двигатель. Однако, в тех случаях, когда подключить трёхфазное питание невозможно, могут применяться конденсаторные двигатели большей мощности. К примеру, мощные конденсаторные двигатели используются для привода вспомогательных машин на некоторых электровозах переменного тока (в частности, на российских электровозах ВЛ65, ЭП1, 2ЭС5К).

## Марки применяемых конденсаторов
В настоящее время широко выпускаются полипропиленовые конденсаторы типов CBB60, CBB65, предназначенные для использования в качестве пусковых и рабочих совместно с конденсаторными двигателями в сетях переменного тока стандартного напряжения. Кроме того, выпускаются малогабаритные неполярные электролитические конденсаторы типа CD60 высокой ёмкости, предназначенные для кратковременного включения в качестве пусковых. Этот тип конденсатора маркируется как motor starting capacitor, и не предназначен для длительной работы.
Ранее широко использовались бумажные и металлобумажные конденсаторы; в настоящее время они вытеснены менее габаритными и более дешёвыми полипропиленовыми.

## Марки конденсаторных электродвигателей
- КД-5
- КД-6-4 — лицензионная копия с японского конденсаторного двигателя (применялся на магнитофонах серии «Маяк»)